# 中山竜太朗
中山 竜太朗（なかやま りゅうたろう、2002年10月8日 - ）は、ジャパンラグビーリーグワンの三重ホンダヒートに所属する、日本のラグビーユニオン選手。

## 略歴
2017年、中3の時に、吹田ラグビースクールで第8回全国中学生ラグビーフットボール大会（太陽生命カップ）に出場し、3位となった。大阪府スクール代表として第23回全国ジュニア・ラグビーフットボール大会に出場。
東海大学付属大阪仰星高等学校の3年生の時に、花園（全国高等学校ラグビーフットボール大会）にロックで先発出場。
東海大学では、2年時の関東大学春季大会・関東大学リーグ戦・大学選手権（全国大学ラグビーフットボール選手権大会）で控えのロックで出場した。3年時からは先発出場。
2025年2月1日、ジャパンラグビーリーグワンの三重ホンダヒートへ、アーリーエントリーでの入団を発表。同年3月、東海大学卒業。